# 士孫瑞
士孫 瑞（しそん ずい、129年 - 195年）は、中国後漢の政治家。字は君栄（または君策）。司隷右扶風平陵県の人。『後漢書』「王允伝」や『三国志』魏志「董卓伝」本文及び董卓伝が引く『献帝紀』に記述がある。従父は士孫奮（『三輔決録注』より）。子は士孫萌（字は文始）。
代々学者の家柄で、彼自身も博学多才であった。後漢の尚書僕射を務めた。
董卓が実権を掌握して専横を極めると、王允や董卓の部下であった呂布と協力して董卓暗殺の陰謀を企み、成功させた。董卓暗殺後、国の三老となり大司農（『後漢書』では光禄大夫）に昇進した。王允が滅ぼされ呂布が逃亡した後、李傕が実権を握った朝廷においても生き延びた。士孫瑞は三公の候補者として常に挙げられており、高官に昇った周忠・皇甫嵩・淳于嘉・趙温・楊彪・張喜も、一度は士孫瑞に地位を譲ろうとしている。
献帝が長安から脱出した際、尚書令の地位にあり、それに同行した。しかし献帝の一行は、献帝の身柄を奪還に来た李傕・郭汜の兵に弘農で追い付かれた。警護に当たっていた楊奉らが敗れると、多くの公卿百官が殺されたが、士孫瑞もその中に含まれていた。
献帝は曹操の庇護を受け許に都を定めると、士孫瑞の功績を評価し、子の士孫萌に澹津亭侯の爵位を与えた。士孫萌は文学に優れており、王粲の親友であったという。

## 参考資料
- 後漢書/巻66（中国語版ウィキソース）